# All Distortions Are Intentional
| Recensione  | Giudizio |
| ----------- | -------- |
| DEAD PRESS! | [ 2 ]    |
| Exclaim!    | 8/10     |
| Kerrang!    | 4/5      |
| NME         | [ 5 ]    |

All Distortions Are Intentional è il quarto album in studio del gruppo musicale britannico Neck Deep, pubblicato il 24 luglio 2020.

## Descrizione
Il disco è stato pubblicato dall'etichetta discografica Hopeless Records, prodotto da Matt Squire e mixato da Seb Barlow.
All Distortions Are Intentional è stato concepito come un concept album.
Il disco racconta la storia di una persona solitaria, chiamata Jett, e l'amore della sua vita Alice, che vive in un posto soprannominato Sonderland. Sonderland è una combinazione di "Wonderland" ("Paese delle Meraviglie") e la parola "sonder" – che significherebbe il rendersi conto dell'esistenza di persone a caso che vivono una vita complessa come la tua con le proprie ambizioni. Il cantante Ben Barlow spiega che «è quella strana percezione esistenziale di non essere l'intero mondo. Tutti attorno a te sentono e vivono allo stesso tuo modo. Tu sei solo un di più nella loro storia».

## Tracce
1. Sonderland – 3:39
2. Fall – 3:34
3. Lowlife – 3:09
4. Telling Stories – 3:19
5. When You Know – 3:09
6. Quarry – 1:26
7. Sick Joke – 3:47
8. What Took You so Long – 3:33
9. Empty House – 3:34
10. Little Dove – 3:04
11. I Revolve (Around You) – 3:38
12. Pushing Daisies – 3:43

Durata totale: 39:35
Edizione deluxe
1. Lowlife (acoustic) – 3:08
2. When You Know (acoustic) – 3:14

## Formazione

### Neck Deep
- Ben Barlow – voce solista
- Sam Bowden – chitarra, cori
- Seb Barlow – basso, cori
- Dani Washington – batteria
- Matt West – chitarra ritmica

### Produzione
- Matt Squire – produttore
- Seb Barlow – mixing

### Design
- Tom Noon – copertina dell'album

## Classifiche
| Classifica (2020)          | Posizione raggiunta |
| -------------------------- | ------------------- |
| Australia                  | 46                  |
| Regno Unito                | 4                   |
| Regno Unito (independent)  | 1                   |
| Regno Unito (rock & metal) | 1                   |
| Scozia                     | 3                   |
| Stati Uniti                | 64                  |
| Stati Uniti (independent)  | 10                  |
| Stati Uniti (rock)         | 7                   |